# Feissons-sur-Salins
Feissons-sur-Salins è un comune francese di 200 abitanti situato nel dipartimento della Savoia della regione dell'Alvernia-Rodano-Alpi.

## Società

### Evoluzione demografica
Abitanti censiti